# 斯科特冰原島峰

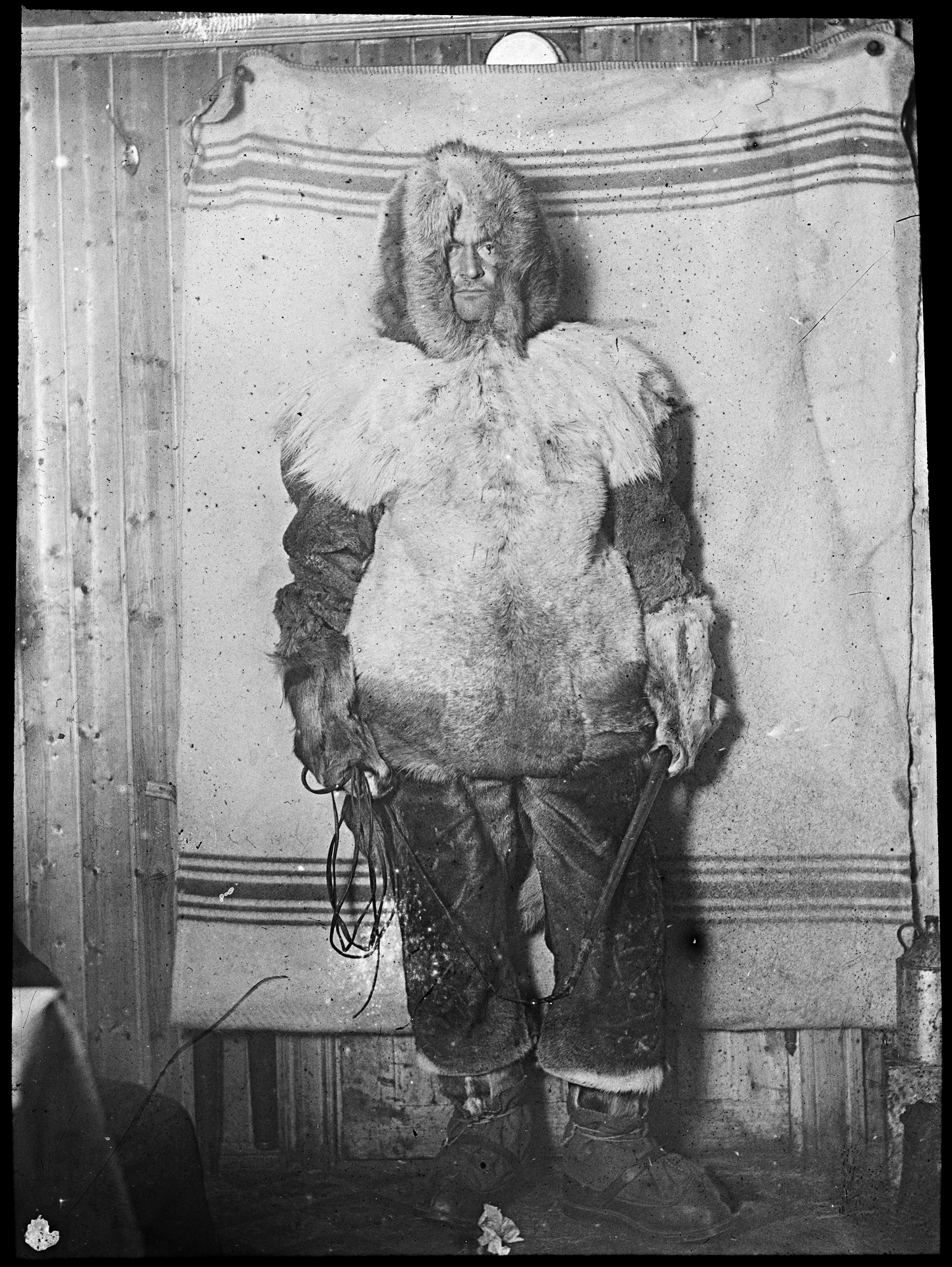

斯科特冰原島峰（英語：Scott Nunataks），是南極洲的冰原島峰，位於玛丽·伯德地的愛德華七世地，屬於亞歷山德拉山脈的一部分，處於里克特冰川以東18公里，現時由南極條約體系管理。